# Aanpak Ring Zuid

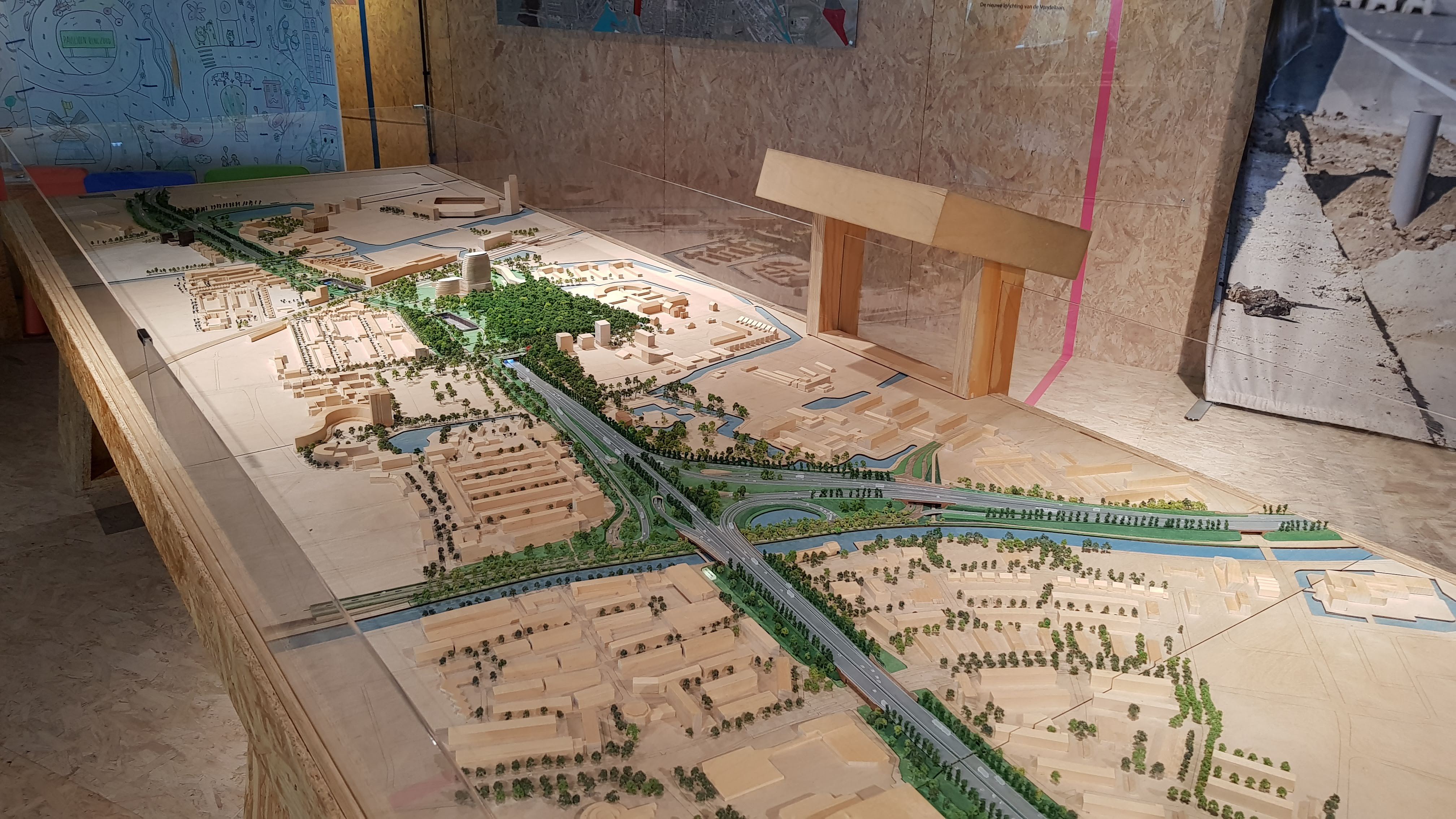
Maquette van het project, met in het midden het vernieuwde Julianaplein en daarboven de verdiepte ligging onder het nieuwe Zuiderplantsoen

Aanpak Ring Zuid is een meerjaars stedenbouwkundig renovatieproject van het zuidelijke deel van de ringweg van Groningen. Het gehele project had als doel om de capaciteit van een 12 kilometer lang traject van de ringweg te verhogen.

## Geschiedenis
De eerste plannen voor de aanpak dateren uit de jaren 1990. In 1998 werd door minister Netelenbos een deel van de Langmangelden (naar het Plan van een commissie onder leiding van Harrie Langman uit 1997) in het Meerjarenprogramma Infrastructuur en Transport bestemd voor infrastructuur in het noorden, waaronder een nieuwe zuidelijke ringweg. De analyses voor het verbeteren van de capaciteit van de ringweg dateren naar 2002. Tussen 2006 en 2009 vonden er diverse verkenningen plaats voor de uitvoering van een renovatieproject. Met het afblazen van de Zuiderzeelijn in 2007 kwamen er meer gelden beschikbaar voor de ringweg ter compensatie voor de investeringen die met de spoorlijn gemoeid waren. Het projectplan werd uiteindelijk gepubliceerd in 2010. Destijds was de planning om te beginnen met de bouw in 2015.
De werkzaamheden begonnen in 2017, in 2024 werd de nieuwe Ring Zuid geopend.

## Omschrijving
Gedurende het project vonden er ingrijpende wijzigingen plaats aan de zuidelijke ringweg. Bepaalde delen van de ringweg werden verdiept en het Julianaplein werd ongelijkvloers gemaakt, waardoor daar de verkeerslichten konden verdwijnen. Bovendien werden alle viaducten op het traject vernieuwd en verbreed. Bepaalde viaducten zullen helemaal verdwijnen op de stukken waar de ringweg verdiept is aangelegd.
De aanbesteding voor het project werd in 2016 gedaan aan twee Duitse en vier noordelijke bouwbedrijven. Deze zes bedrijven werken gedurende het project samen onder de naam Combinate Herepoort, vernoemd naar de voormalige stadspoort Herepoort.
Het project werd in 2021 gebudgetteerd op 624 miljoen euro.

### Oude situatie

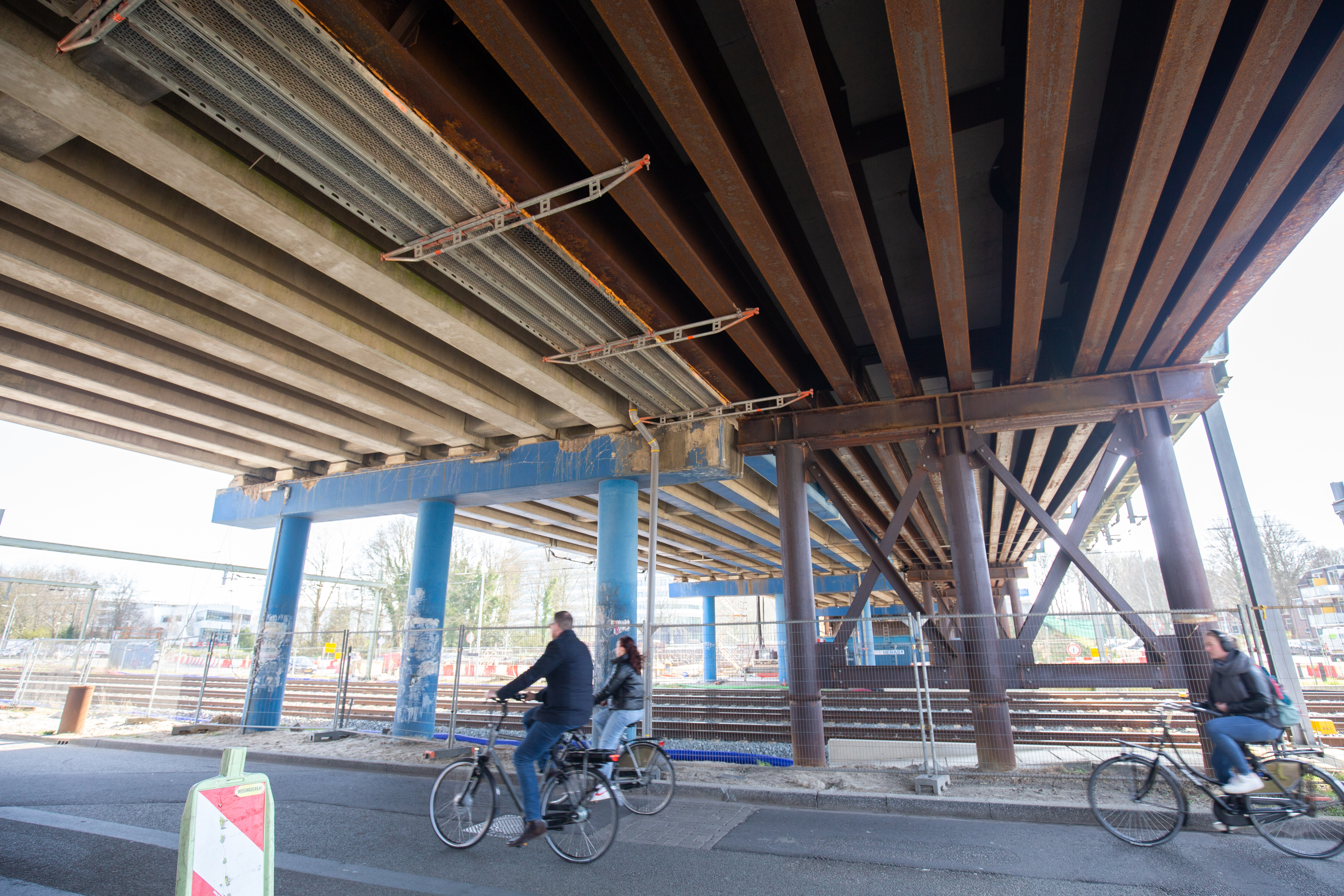
Viaduct van de oude ringweg met rechts de tijdelijke aanbouw. Helemaal links was het nu gesloopte deel van de ringweg. Foto genomen vanaf de Verlengde Lodewijkstraat.

In de oude situatie was de ringweg over het gehele zuidelijke deel verhoogd. De ringweg kruiste diverse wegen en een spoor over viaducten.   

### Nieuwe situatie

#### Julianaplein
Het Julianaplein, de kruising van de Rijksweg 7 en Rijksweg 28, heeft een grote metamorfose ondergaan. Verkeer moest wachten voor verkeerslichten, maar kan nu via tunnels zonder onderbreking doorrijden. Voor verkeer dat richting het centrum van Groningen wil, werden nieuwe op- en afritten gerealiseerd. De Julianabrug over het Noord-Willemskanaal direct naast de kruising is vervangen door een vaste brug. In plaats van de oude beweegbare brug.

#### Verdiepte ligging en Zuiderplantsoen
Tussen het Julianaplein en de afslag bij de Europaweg komt de ringweg ondergronds te liggen. Bovenop deze verdiepte ligging komt een nieuw park: het Zuiderplantsoen.

#### Vrijheidsplein

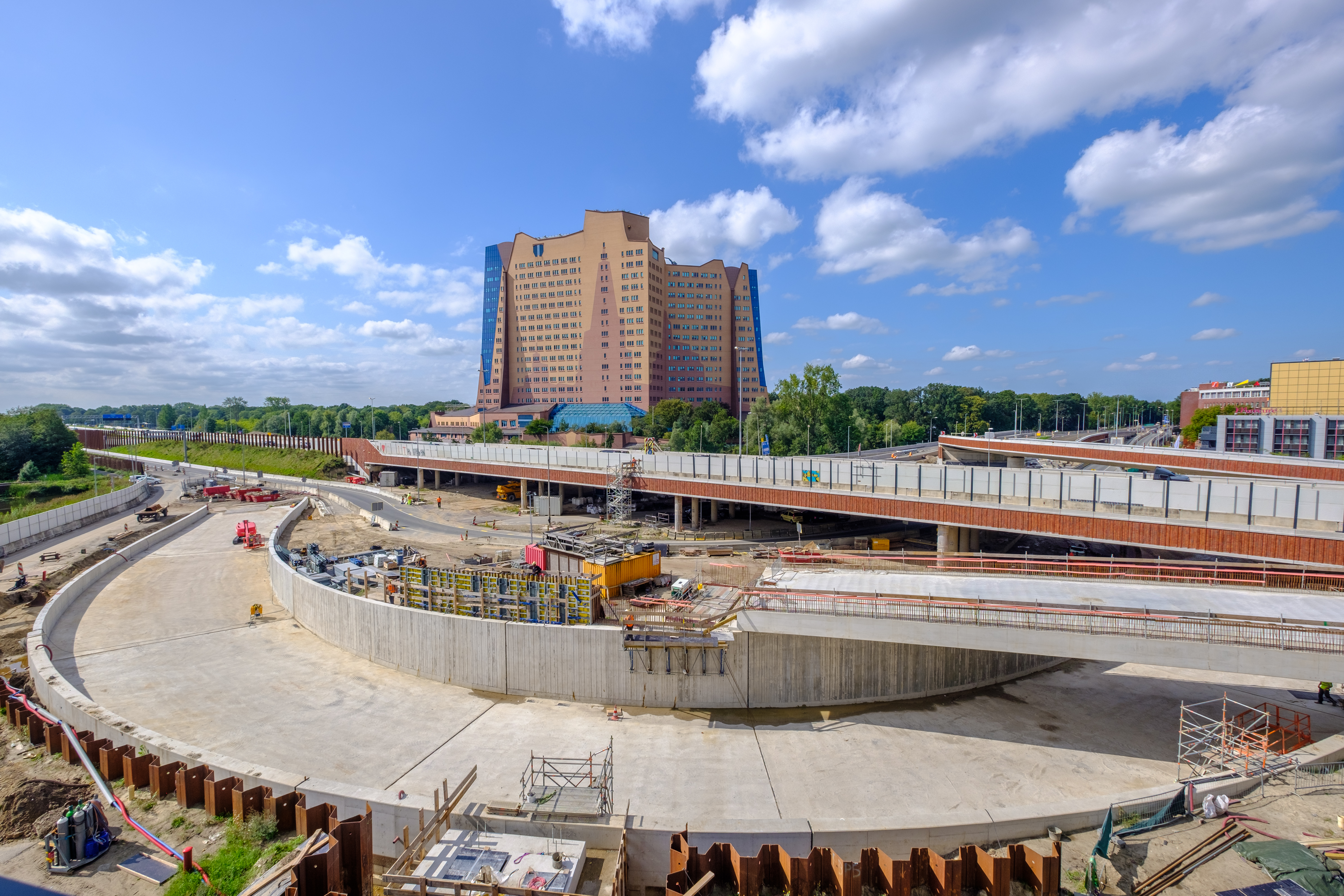
Het Vrijheidsplein in aanbouw gezien vanaf het gebouw La Liberté (Leonardo Hotel) in 2023

Het Vrijheidsplein vormt de verbinding tussen de westelijke ringweg en de zuidelijke ringweg. Deze kruising is ongelijkvloers gemaakt en het viaduct werd verbreed.

#### Helperzoomtunnel en Esperantotunnel
De Helperzoomtunnel is een tunnel geopend in 2019 onder het spoor ten zuiden van Station Groningen Europapark. De tunnel is niet onderdeel van de ringweg, maar is er wel gekomen vanwege de renovatie van de ringweg. De tunnel dient namelijk ter vervanging van de overweg bij de Esperantostraat, welke aangrenzend aan de ringweg lag. Die overweg verdween voor de komst van het Zuiderplantsoen en doordat het aantal sporen uitgebreid werd, wat de kruising onveiliger zou maken. De kruising sloot op 4 april 2020.
Nabij de locatie van de voormalige spoorkruising komt in 2025 de Esperantotunnel te liggen, een fietstunnel. Een deel van de tunnel is in augustus 2017 al aangelegd onder het spoor.

## Tijdlijn

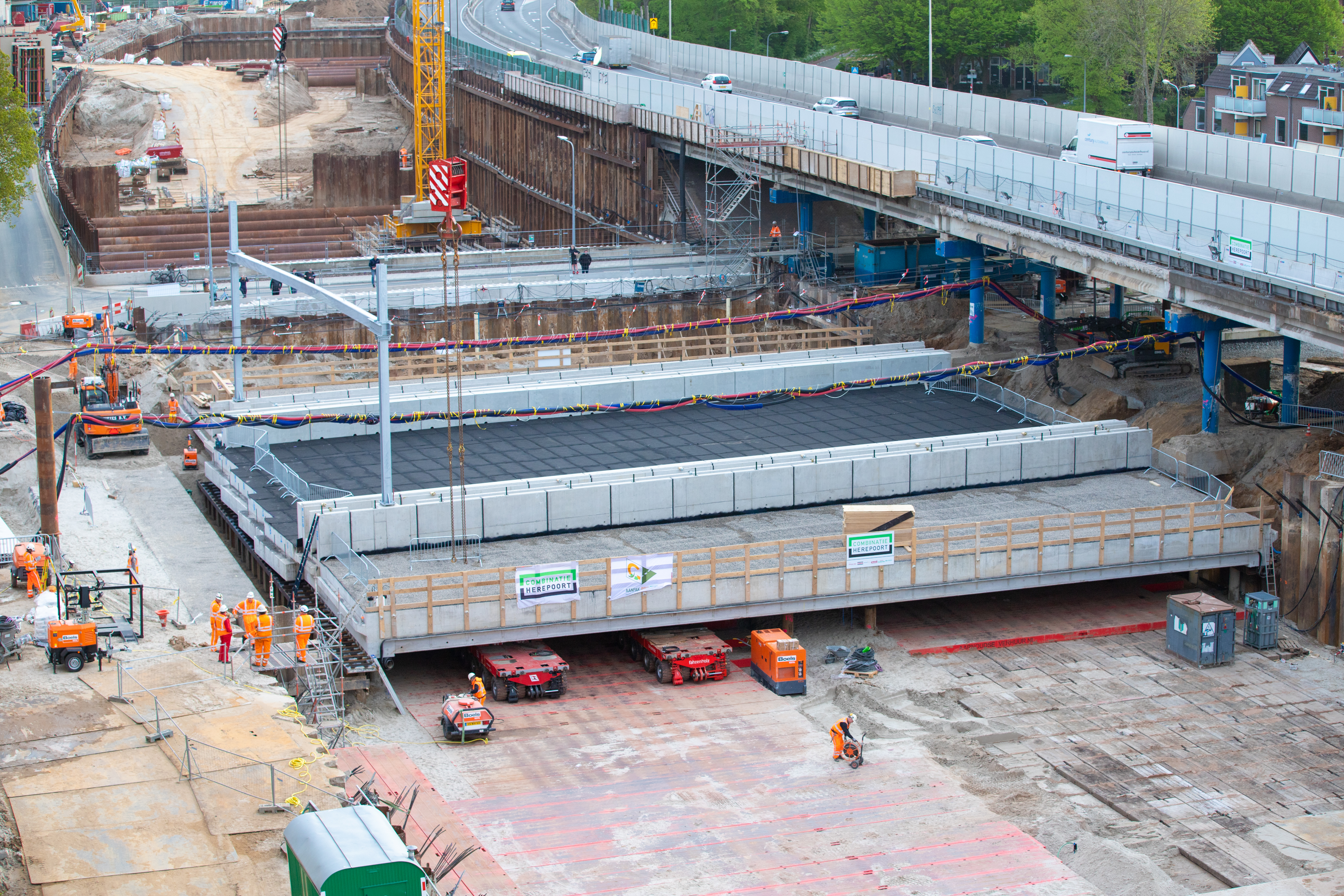
Bouw spoordek over de verdiepte ligging

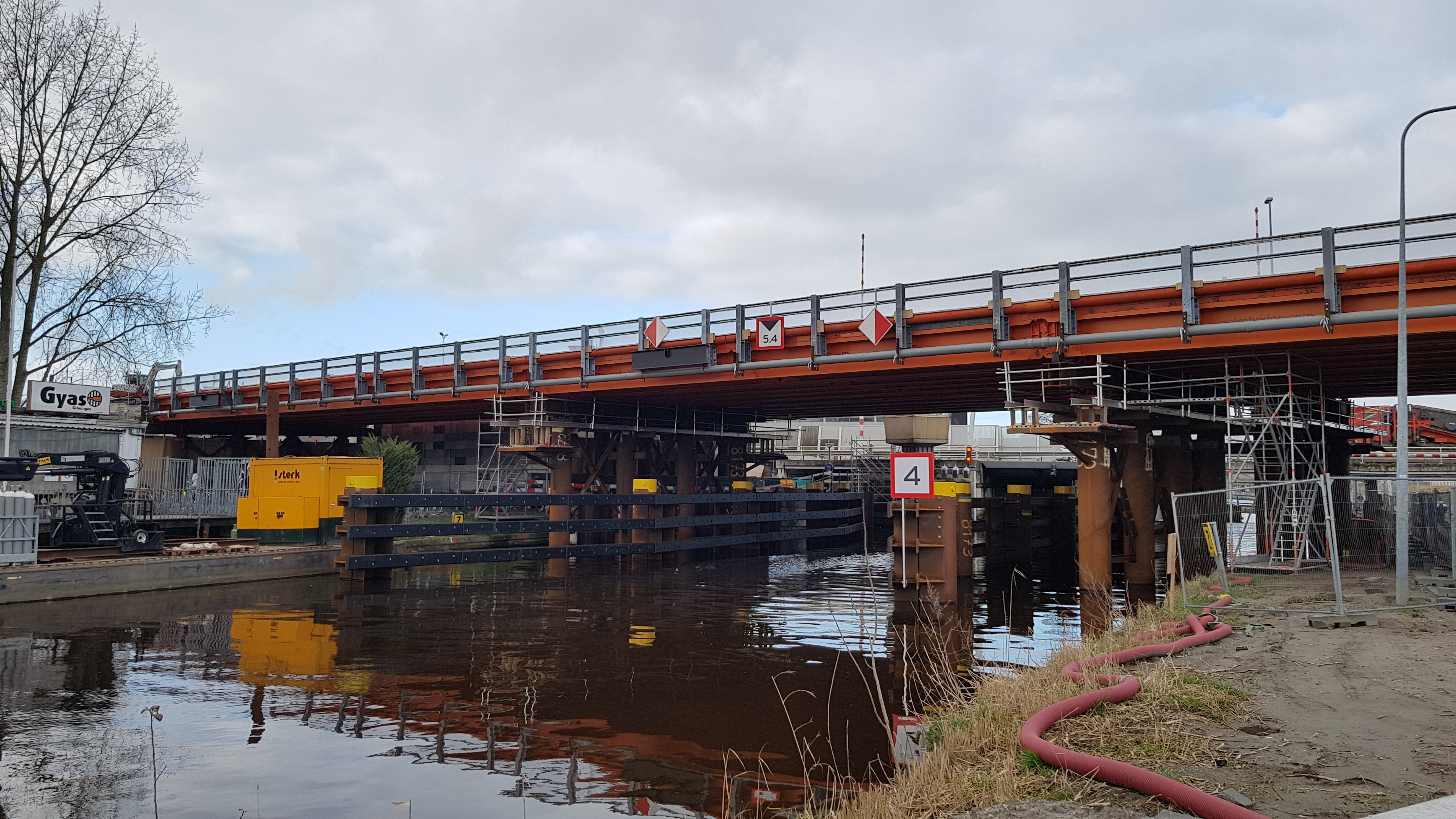
Tijdelijk viaduct over het Noord-Willemskanaal bij het Julianaplein. Dit viaduct is geplaatst om het huidige viaduct te kunnen slopen.

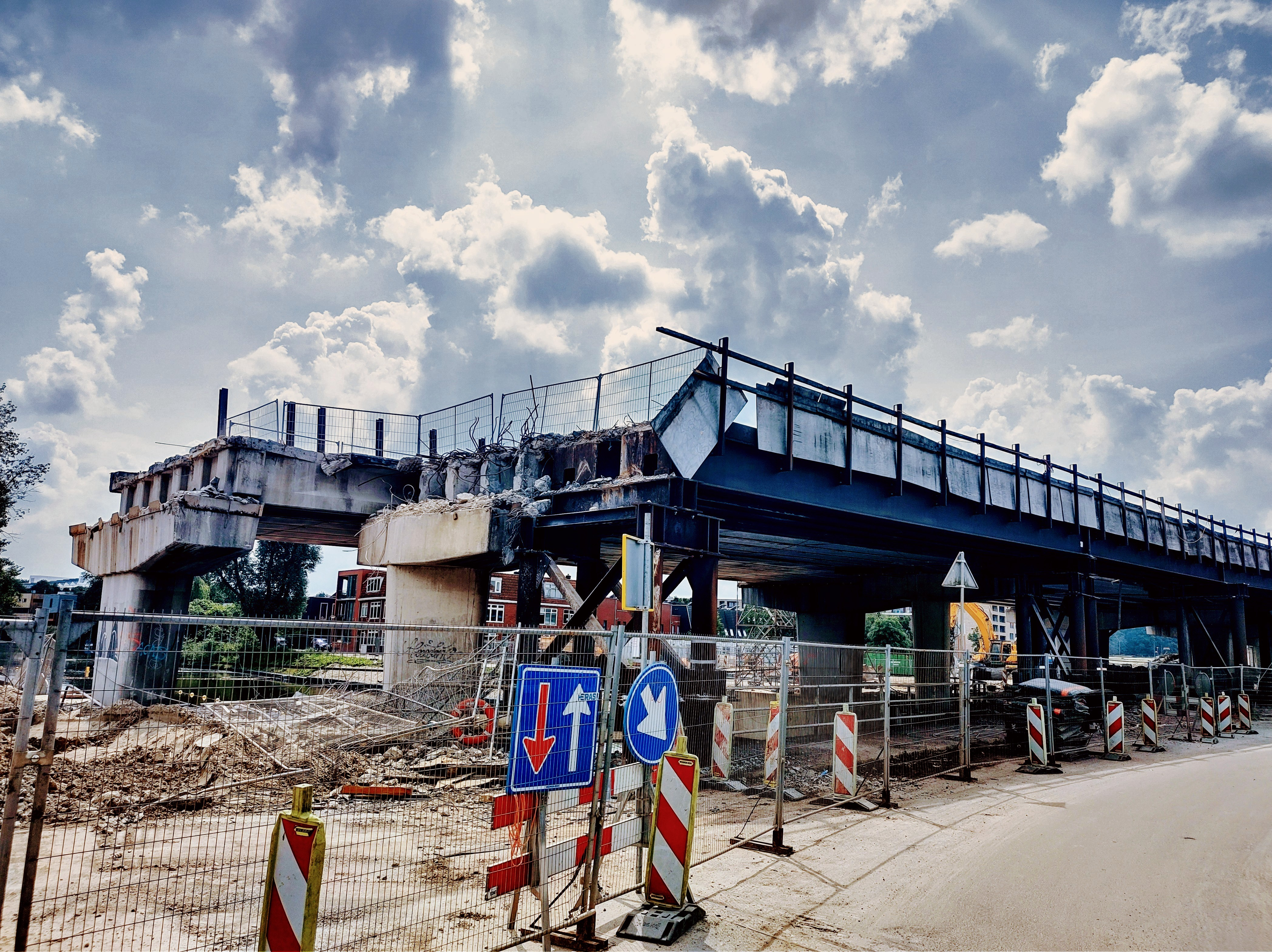
Afbraak van de oude zuidelijke ringweg juni 2024

Een overzicht van de belangrijke gebeurtenissen tijdens Aanpak Ring Zuid:
- Augustus 2017: Aanleg Esperantotunnel.
- Juni-juli 2017: Sluiting op- en afrit ringweg aan straat Oosterpoort.[7]
- November 2017: Begin bomenkap rondom de ringweg om ruimte te maken voor afgravingen.[8]
- Januari 2018: Start verplaatsing oude ringweg ter hoogte van Esperantostraat.[9]
- 26 maart 2018: Sluiting fietstunnel tussen Meeuwerderweg en H.L. Wichersstraat.
- Juli 2018: Opening eerste deel van tijdelijke ringweg.[10]
- April 2019: Start sloop zuidbaan van ringweg.[11]
- April 2019: Ingebruikname tijdelijk viaduct voor A28 over Brailleweg richting het Julianaplein.
- Februari 2020: Start bouw nieuwe op- en afritten voor A28 bij Brailleweg.[12]
- 3 april 2020: Opening Helperzoomtunnel.[13]
- September 2020: Begin aanleg verdiepte ligging.[14]
- November 2020: Ingebruikname tijdelijk viaduct Paterswoldseweg.[15]
- Begin 2021 - mei 2021: Bouw van spoordek voor spoorviaduct over verdiepte ligging.
- 8 - 17 mei 2021: Plaatsing spoordek ter hoogte van de Verlengde Lodewijkstraat en het Kempkensberg.[16]
- Juni 2021: Opening nieuw A28 viaduct over Brailleweg.[17]
- Januari 2022: Start bouw tijdelijk viaduct over Noord-Willemskanaal bij Julianaplein.[18]
- Februari 2022: Begin sloopwerkzaamheden Julianaplein.
- 28 maart 2022: Sloop voormalige Papiermolentunnel.[19]
- April 2022: Bouw nieuwe Papiermolentunnel.
- 6 mei 2022: Voormalig Julianaplein definitief volledig buiten gebruik.[20]
- 9 mei 2022: Opening tijdelijk Julianaplein.[20]
- 16 mei 2022: Sloop voormalige Julianabrug.[21]
- 1 juli 2022: Opening verdiept fietspad Brailleweg.[22]
- 3 december 2022: Opening nieuwe afrit en oprit bij Europaweg.[23]
- 1 september 2024: Opening Ring Zuid.[24]